# Tuodziangozaur
Tuojiangosaurus – rodzaj dinozaura z rodziny stegozaurów (Stegosauridae), żyjący w późnej jurze na terenie obecnych Chin. Jest obecnie największym znanym azjatyckim przedstawicielem tej grupy dinozaurów. Tuodziangozaur został opisany w 1977 roku przez chińskich naukowców (Donga, Li, Zhou i Zhanga) dokładnie sto lat po rodzaju Stegosaurus.
Tuojiangosaurus znaczy "jaszczur znad rzeki Tuo Jiang", płynącej przez prowincję Syczuan, w której znaleziono szczątki. 

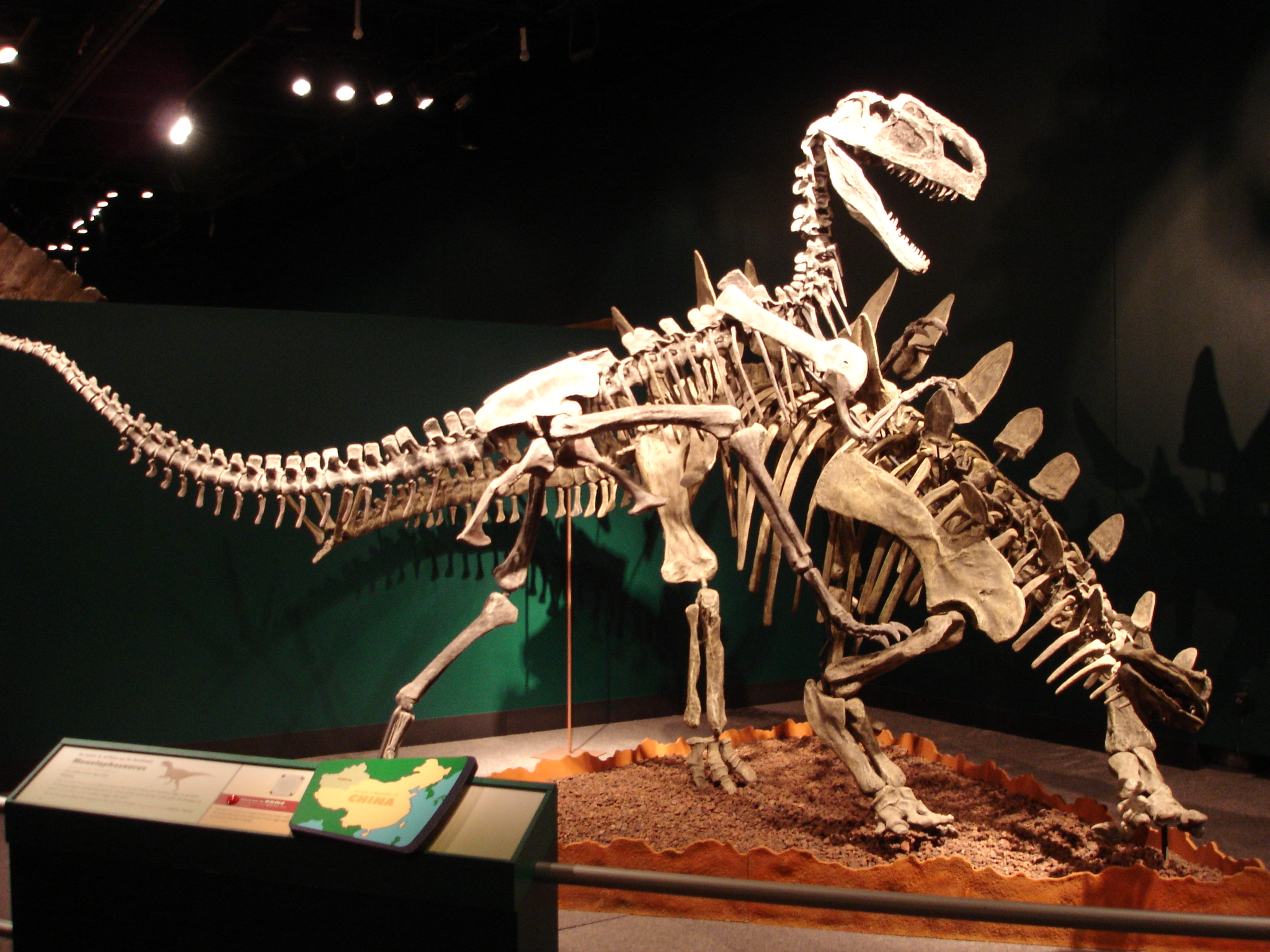
Monolofozaur atakuje tuodziangozaura

## Występowanie
Jura, około 161-155 mln lat temu.

## Odnalezienie
Azja - Chiny (górna część formacji Shangshaximiao, prowincja Syczuan)

## Wielkość
Długość: około 7 metrów.
Wysokość: około 2 metry.

## Pożywienie
Sagowce, skrzypy, paprocie i miękkie części roślin.

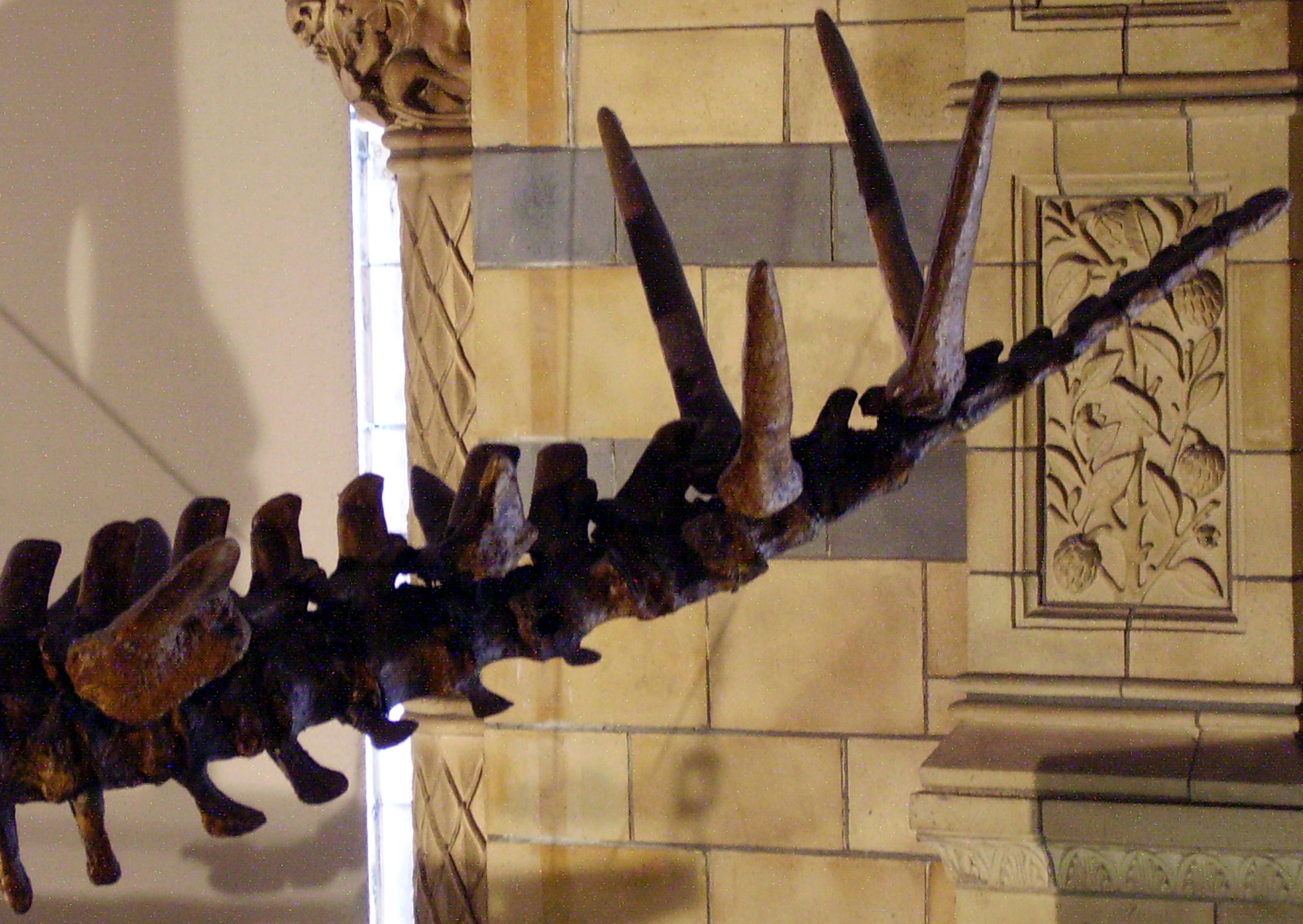
Kolce tuodziangozaura

## Opis
Płyty
15  par wąskich i szpiczastych płyt ciągnących się od karku po nasadę ogona. Największe rosły nad biodrami. Prawdopodobnie posiadał też długi na 84 cm kolec na każdej łopatce, lecz niektórzy uważają, że ten kolec pochodzi od nieopisanego jeszcze stegozaura "Yingshanosaurus"
Głowa
Mała trzymana nisko nad ziemią. W przeciwieństwie do innych stegozaurydów, których nozdrza były skierowane na boki, u Tuojiangosaurus były one przemieszczone ku górze. 
Ogon
Dość długi. Miał dwie pary kolców na końcu.

## Zachowanie i zwyczaje
Dinozaur ten, na co dzień nieszkodzący nikomu roślinożerca, prawdopodobnie w razie zagrożenia mógł stać się zwierzęciem niezwykle niebezpiecznym. Mógł wtedy atakować próbującego go spożyć napastnika swym długim najprawdopodobniej solidnie umięśnionym ogonem zaopatrzonym w kolce.
Co do płyt na grzbiecie, ich rola nie została jednoznacznie ujawniona. Być może służył do regulacji temperatury ciała zwierzęcia, będąc bogato ukrwione. Możliwe też, że były po prostu wabikiem służącym odnalezieniu osobnika płci przeciwnej lub też zastraszeniu rywala. Mogły więc być zabarwione na jaskrawe kolory, tak jak dzisiaj ogon pawia.

## Materiał kopalny
Znaleziono dwa osobniki:
- Holotyp (CV 209) to niemal kompletny szkielet, w którym brakuje tylko części czaszki i dolnej szczęki, kilku kręgów szyjnych i ogonowych oraz dolnych elementów kończyn.

- Paratyp (CV 210). Elementy wydobyte nie zostały umieszczone w wykazie przez Donga i in. ani w deskrypcji Tuojiangosaurus ani w późniejszej pracy Donga z roku 1983. Później inni naukowcy przypisali do tuodziangozaura części czaszki, łopatki, kręgi ogonowe i elementy pancerza. Dong zanotował tylko część bloku biodrowo-krzyżowego.